# Geosciurus
Geosciurus – rodzaj ssaków z podrodziny afrowiórek (Xerinae) w obrębie rodziny wiewiórkowatych (Sciuridae).

## Rozmieszczenie geograficzne
Rodzaj obejmuje gatunki występujące w zachodnio-południowej Afryce.

## Morfologia
Długość ciała (bez ogona) 225–290 mm, długość ogona 194–282 mm; masa ciała 423–649 g.

## Systematyka
Rodzaj zdefiniował w 1834 roku szkocki przyrodnik Andrew Smith w artykule zatytułowanym Afrykańska zoologia. Część 1. Ssaki, opublikowanym w czasopiśmie „South African Quarterly Journa”'. Gatunkiem typowym jest (oryginalne oznaczenie) afrowiórka namibijska (G. inauris). 

### Etymologia
Geosciurus: gr. γεω- geō- ‘ziemny-’, od γη gē ‘ziemia’; rodzaj Sciurus Linnaeus, 1758 (wiewiórka)

### Podział systematyczny
Takson tradycyjnie umieszczany jako podrodzaj w obrębie Xerus jednak dane genetyczne wykazują, że jest to odrębny rodzaj. Do rodzaju należą następujące gatunki:
| Grafika | Gatunek             | Autor i rok opisu         | Nazwa zwyczajowa      | Podgatunki         | Rozmieszczenie geograficzne                                                                | Podstawowe wymiary                        | Status IUCN |
| ------- | ------------------- | ------------------------- | --------------------- | ------------------ | ------------------------------------------------------------------------------------------ | ----------------------------------------- | ----------- |
|         | Geosciurus inauris  | (A.E.W. Zimmermann, 1780) | afrowiórka namibijska | gatunek monotypowy | Namibia, Botswana, północna i środkowa Południowa Afryka i zachodnie Lesotho               | DC: 24–25 cm DO: 91,4–21 cm MC: 423–649 g | LC          |
|         | Geosciurus princeps | O. Thomas, 1929           | afrowiórka damarska   | gatunek monotypowy | południowo-zachodnia Angola przez zachodnią Namibię do pobliża granicy z Południową Afryką | DC: 22–29 cm DO: 21–28 cm MC: około 640 g | LC          |

Kategorie IUCN:  LC  – gatunek najmniejszej troski.